# Empire (videojuego de 1972)
Empire es un juego de guerra 4X de computadora creado en 1972 por Peter Langston, tomando su nombre de un juego de mesa de Reed College del mismo nombre. Fue creado en un principio por Langston en BASIC en una minicomputadora HP2000 en Evergreen State College. Cuando la computadora central fue retirada, el código fuente del juego se perdió. Posteriormente, otros dos autores escribieron independientemente una nueva versión del juego cada uno, ambas tituladas Empire. En las siguientes décadas, numerosas versiones de Empire fueron desarrolladas para una amplia variedad de plataformas.
El juego es por turnos, donde los jugadores le dan órdenes a las unidades, y, en algunas versiones, estas órdenes son ejecutadas simultáneamente por el servidor del juego en intervalos fijos, que van desde un par de horas a una vez por día. El mundo del juego consiste en «sectores», que pueden ser designados como agrícolas, industriales, etc. Existen docenas de tipos de unidades, requiriendo una variedad de materiales crudos y fabricados para su creación. Los juegos de tipo «Blitz» pueden durar hasta un par de horas, los juegos típicos un par de meses, y los juegos más largos hasta un año.

## Jugabilidad
Empire es un juego de guerra 4X por turnos, donde los jugadores comandan ejércitos de unidades que usan para explorar el mundo del juego, controlar el territorio, y atacar oponentes. El mundo del juego consiste en «sectores», que pueden ser designados como agrícolas, industriales, etc. El control de estos sectores le otorga al jugador una variedad de materiales crudos y fabricados, que podrán aprovechar para construir docenas de tipos de unidades. En cada ronda, los jugadores envían sus comandos para las actividades de las unidades al servidor central, el cual ejecutará todos los comandos simultánea o secuencialmente. Las rondas pueden durar un par de horas o hasta un día. Por lo tanto, un juego completo puede durar más que los juegos 4X modernos, dependiendo del tamaño del mundo del juego; los juegos «Blitz» pueden llegar a durar un par de horas, y los juegos típicos pueden demorar meses o hasta un año para ser completados.

## Desarrollo
Empire fue creado en 1972 por Peter Langston, título inspirado en un juego de mesa. Fue creado inicialmente por Langston en BASIC para una minicomputadora HP2000 en Evergreen State College. Entre 1972 y 1974, Langston expandió el juego, con incorporaciones de Ben Norton, Chuck Douglas, Mike Rainwater, y muchos más. Cuando la computadora central fue removida, se perdió el juego original. Posteriormente, otros dos autores escribieron independientemente una nueva versión del juego cada uno, ambas tituladas Empire, y varios ports del juego fueron creados para otros sistemas de computadora, como PSL Empire para PDP 11/70, y una versión con efectos climáticos añadidos para la VAX-11. Langston, ahora en la universidad de Harvard, recreó el juego en C, y compartió el código fuente con otros desarrolladores; al no gustarle los cambios hechos por ellos, dejó de compartir el código, y se dedicó a mantener la versión canónica del juego hasta 1985, cuando abandonó el desarrollo. En aquella época, le dio el código fuente a un grupo que incluía a Dave Pare, quien intentaba aplicarle ingeniería reversa al juego. Pare adaptó al juego a una versión llamada UCSD Empire después de ir a la Universidad de California en San Diego, y al año siguiente lo adaptó a BSD Empire con varias incorporaciones como aviones.
Muchas otras versiones fueron creadas en la década siguiente para varios tipos de computadora, incluyendo KSU Empire, Xerox Development Environment (XDE) Empire para las estaciones de trabajo informáticas Xerox, PC Empire por Gordon Storga para DOS, Amiga Empire para Amiga, y Wolfpack Empire. En 1984, Ben Norton escribió una versión titulada Empire Classic en Pascal en una HP3000, y fue lanzada para HP3000 Contributed Library, la cual se convirtió en la versión definitiva hasta que el proyecto Wolfpack Empire comenzó en 1996. En 2003, el juego fue porteado al lenguaje de programación C++ para el sistema operativo Linux, y posteriormente se produjo una versión con cliente/servidor Java.